# Erich Walter (Schauspieler)
Erich von Walter (* 26. Dezember 1877 in Dorpat, Russisches Kaiserreich, heute Estland; † 22. Juni 1957 in Aachen) war ein deutscher Schauspieler bei Bühne und Film.

## Leben und Wirken
Der aus altem Deutsch-Balten-Adel stammende Erich von Walter hatte in seiner zaristischen Heimat als Reserveoffizier gedient, ehe er nach Deutschland ging. In Berlin erhielt er zur Jahrhundertwende seine Schauspielausbildung und gab am 13. März 1901 seinen Einstand am Theater in Nürnberg. Wenig später kehrte er nach Berlin zurück und trat, unterbrochen nur durch ein vierjähriges Interludium am Wiener Burgtheater, nahezu dreieinhalb Jahrzehnte lang an Spielstätten der Hauptstadt auf, darunter das Kleine Theater, das Lessing-Theater, das Deutsche Künstlertheater, das Theater in der Stresemannstraße und das Renaissance-Theater. Gastspielreisen führten Walter sowohl nach Nord- als auch nach Südamerika.
1941 kam der Baltendeutsche einer Verpflichtung an das deutschsprachige Stadttheater im elsässischen Straßburg nach. Nach der Schließung aller deutschen Bühnen 1944 ging Erich Walter nach Bad Godesberg und wartete dort das Kriegsende ab. Im Herbst 1945 trat er sein erstes Nachkriegsengagement an, das zugleich seine letzte Bühnenstation bedeuten sollte: das Aachener Stadttheater. Hier hatte Walter einen besonders großen Erfolg mit dem alten Knie in Carl Zuckmayers “Katharina Knie”. Anlässlich seines 50. Bühnenjubiläums wurde Erich Walter zum 1. Ehrenmitglied des Aachener Stadttheaters ernannt.
Walter wirkte in seiner Berliner Zeit zwischen 1919 und 1941 auch in einer Reihe von Spielfilmproduktionen mit. Dort sah man ihn in den unterschiedlichsten Chargen, etwa als Chefredakteur in Der Kampf um die Ehe, als Graf in Der Mann im Hintergrund, als Friedrich Schillers Freund Schaffenstein in dem Dichter-Porträt Friedrich Schiller, als Mönch in dem Porträt Jesu Christi I.N.R.I., als Diener in dem Harry-Piel-Zirkusfilm Artisten, als zaristischer General in dem antisowjetischen Streifen Weiße Sklaven und als Polizeipräfekt in Der Gouverneur. Mit einer weiteren Diener-Rolle in dem antibritischen Propagandafilm Anschlag auf Baku beendete Erich Walter seine Filmtätigkeit zum Jahresbeginn 1941.

## Filmografie
- 1919: Der Kampf um die Ehe, 1. Teil
- 1919: Todesurteil
- 1921: Das Gelübde
- 1922: Schuld und Sühne
- 1922: Dr. Mabuse, der Spieler (2 Teile)
- 1922: Der Mann im Hintergrund
- 1922: Marie Antoinette
- 1923: Friedrich Schiller
- 1923: I.N.R.I.
- 1924: Colibri
- 1934: Die Insel
- 1934: Petersburger Nächte
- 1935: Artisten
- 1935: Ein idealer Gatte
- 1936: Weiße Sklaven
- 1937: Die Kronzeugin
- 1937: Land der Liebe
- 1937: Streit um den Knaben Jo
- 1937: Gewitterflug zu Claudia
- 1937: Der Mann, der Sherlock Holmes war
- 1938: Frauen für Golden Hill
- 1938: Liebelei und Liebe
- 1939: Der Gouverneur
- 1939/41: Kadetten
- 1941: Anschlag auf Baku

## Theaterrollen (Auswahl)
- 1927 Die Papiermühle (Decaplain)[2]